# Linia 2 metra w Barcelonie
Linia 2 metra w Barcelonie – linia metra w Barcelonie i Badalonie oznaczona kolorem fioletowym, o długości 13,7 km i 18 stacjach.

## Stacje
| Stacja                | Przesiadki           | Otwarcie | Dzielnica/Miasto    |
| --------------------- | -------------------- | -------- | ------------------- |
| Paral·lel             | , Funikular Montjuïc | 1995     | Sants-Montjuïc      |
| Sant Antoni           |                      | 1995     | Sants-Montjuïc      |
| Universitat           |                      | 1995     | Eixample            |
| Passeig de Gràcia     | , kolej podmiejska   | 1995     | Eixample            |
| Tetuan                |                      | 1995     | Eixample            |
| Monumental            | Trambesòs: T4        | 1995     | Eixample            |
| Sagrada Família       |                      | 1995     | Eixample            |
| Encants               |                      | 1997     | Eixample            |
| Clot                  | , kolej podmiejska   | 1997     | Sant Martí          |
| Bac de Roda           |                      | 1997     | Sant Martí          |
| Sant Martí            |                      | 1997     | Sant Martí          |
| La Pau                |                      | 1997     | Sant Martí          |
| Verneda               |                      | 1985     | Sant Adrià de Besòs |
| Artigues-Sant Adrià   |                      | 1985     | Badalona            |
| Sant Roc              | Trambesòs: T5        | 1985     | Badalona            |
| Gorg                  | , Trambesòs: T5      | 1985     | Badalona            |
| Pep Ventura           |                      | 1985     | Badalona            |
| Badalona Pompeu Fabra | Kolej podmiejska     | 2010     | Badalona            |